# Paul Gerhard de Haas
Paul Gerhard de Haas (* 12. März 1907 in Saarlouis; † 12. August 1976 in Hannover) war ein deutscher Obstbauwissenschaftler.

## Leben
Paul Gerhard de Haas studierte Gartenbauwissenschaften in Berlin, bestand 1934 sein Examen als Diplomgärtner und promovierte 1936 bei Theodor Roemer an der Universität Halle mit der Dissertation Studien über die „Freimachung“ an 27jährigen Birnen- und Apfelbuschbäumen. Bis 1945 arbeitete er als Leiter obstbaulicher Lehr- und Forschungsinstitute in Bad Köstritz (Thüringen) und in Pillnitz bei Dresden. 
Haas beantragte am 15. Mai 1937 die Aufnahme in die NSDAP und wurde rückwirkend zum 1. Mai desselben Jahres aufgenommen (Mitgliedsnummer 4.894.084), von 1933 bis 1938 war er Mitglied in der SA.
Seit 1949 leitete er als ordentlicher Professor und Direktor das Institut für Obstbau und Baumschule an der TH Hannover. Hier wirkte er bis zu seiner Emeritierung im Jahre 1972.
Der Rahmen der Forschungstätigkeiten von de Haas auf dem Gebiet des Obstbaus war sehr weit gespannt. In langfristigen Experimenten untersuchte er u. a. die vielfältigen lokalen Standorteinflüsse und die landschaftskölogischen Aspekte bei Obstgehölzen. Er ist Autor mehrerer Fachbücher über Obstbau. Von 1959 bis 1972 war er Mitherausgeber der Zeitschrift „Erwerbs-Obstbau“ und von 1961 bis 1975 federführender Herausgeber der Zeitschrift „Gartenbauwissenschaft“. Er gehörte zu den Mitbegründern der Deutschen Gartenbauwissenschaftlichen Gesellschaft. Von 1961 bis 1971 war er Präsident und seit 1971 Ehrenmitglied dieser  Fachgesellschaft.

## Werke
- Bodenkunde für Gärtner. Ein Leitfaden für die Praxis. Bad Oeynhausen 1949 = Friesdorfer Hefte Nr. 5.
- Marktobstbau. Bayerischer Landwirtschaftsverlag München 1957.
- Obst aus unserem Garten. Ein Obstbaubuch für jedermann. Bayerischer Landwirtschaftsverlag München 1959; 2. Aufl. 1962; 3. Aufl. 1966; Ausgabe in kroatischer Sprache: Verlag Jugel Zagreb 1970.
- Naturgemäßer Obstbaumschnitt. Ein Anleitung für die Praxis. Bayerischer Landwirtschaftsverlag München 1965; 2. Aufl. 1973, 3. Aufl. 1976; 4. Aufl. 1978; 5. Aufl. 1981.
- Die Unterlagen und Baumformen des Kern- und Steinobstes. Unter Mitarbeit von Wolfgang Hildebrandt. Verlag Eugen Ulmer Stuttgart 1967.